# وایت پاین (تنسی)
وایت پاین (به انگلیسی: White Pine) شهری در ایالت کشور ایالات متحده آمریکا است که جمعیت آن در سرشماری سال ۲۰۱۰ میلادی، ۲٬۱۹۶ نفر بوده‌است.